# Wasilios Lambropulos
Wasilios Lambropulos (gr. Βασίλειος Λαμπρόπουλος; ur. 31 marca 1990 w Pirgos) – grecki piłkarz grający na pozycji obrońcy w niemieckim klubie VfL Bochum.
11 listopada 2012 roku podczas meczu ligowego z Atromitosem Ateny doznał poważnej kontuzji - zerwał więzadło krzyżowe, co wykluczyło go z gry na około pół roku.